# Andrei Ignatjewitsch Alattschaninow
Andrei Ignatjewitsch Alattschaninow (russisch Андрей Игнатьевич Алатчанинов; * 17. Oktoberjul. / 28. Oktober 1700greg.; † 2. Maijul. / 13. Mai 1766greg.in St. Petersburg) war ein russischer Schiffbauer.

## Leben
Alattschaninow begann 1714 seinen Dienst bei Peter I. als Zimmerer-Lehrling auf der Werft der Kasaner Admiralität unter der Leitung Mokei Tscherkassows, der dort den massenhaften Bau der neuartigen russischen Brigantinen, bekannt als Halbgaleeren, organisierte. Ab 1720 arbeitete Alattschaninow nach Beschluss des St. Petersburger Admiralitätskollegiums als Lehrling 1. Klasse auf der St. Petersburger Galeeren-Werft bei dem venezianischen Meister Diponti.
Ab 1724 baute Alattschaninow Ruderschiffe auf der Kiewer Werft unter der Leitung Tscherkassows. 1726 begutachtete Alattschaninow als Galeeren-Untermeister auf der Brjansker Werft Holz für den Bau von Prahmen und Galeeren. Im November 1728 wurde sein Monatsgehalt auf 10 Rubel erhöht. Nach dem Tod Tscherkassows 1731 wurde Alattschaninow zum Galeeren-Meister befördert und als Nachfolger Tscherkassows zum Leiter der Kiewer Werft ernannt (Monatsgehalt 25 Rubel). Damit war er der jüngste Galeeren-Meister in der russischen Schiffbaugeschichte.

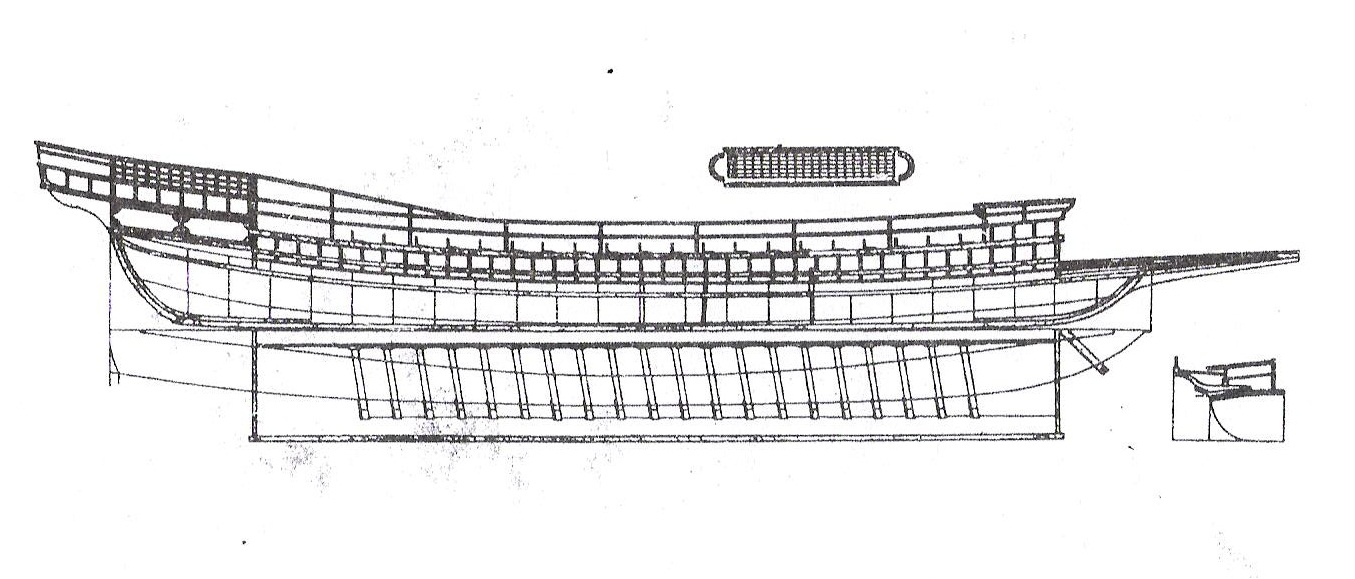
20-Ruderbänke-Galeere nach französischer Art (1736)

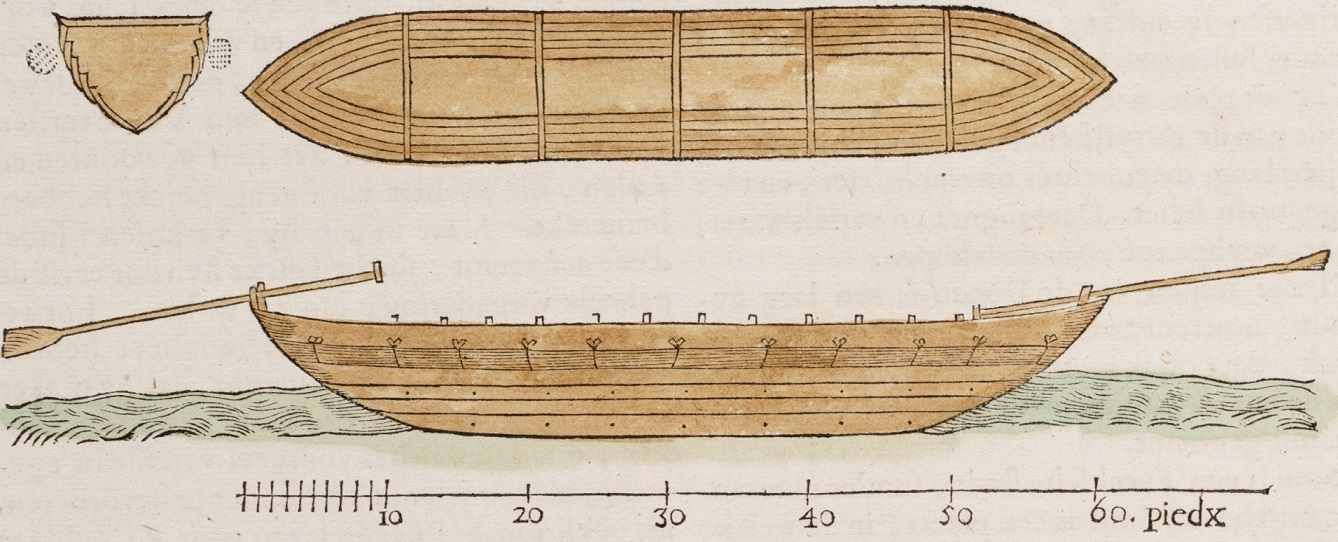
Kosaken-Tschaika (1664)

In den Jahren 1731–1732 baute Alattschaninow in St. Petersburg zwei Galeeren nach französischer Art. Im Oktober 1731 wurde er Ältester eines Kommandos von Bauhandwerkern, Untermeistern und Zimmerern der Tawrower Admiralität in Tawrow bei Woronesch und dann auf der Saporoscher Werft, auf der die Schiffe für die neuen Asow- und Schwarzmeer-Ruderflottillen gebaut wurden. Unter seiner direkten Leitung wurden Dutzende von 14-, 20- und 22-Ruderbänke-Galeeren, 15 Transportschiffe und über 500 Kosaken-Tschaikas mit Einbaum-Böden gebaut. Er konstruierte 1736 die erste Kosaken-Tschaika mit Kiel statt Einbaum mit 18,3 m Länge, 3,4 m Breite und 12 Ruderbänken, die 40–60 Personen fassen konnte und zu Hunderten gebaut wurde.

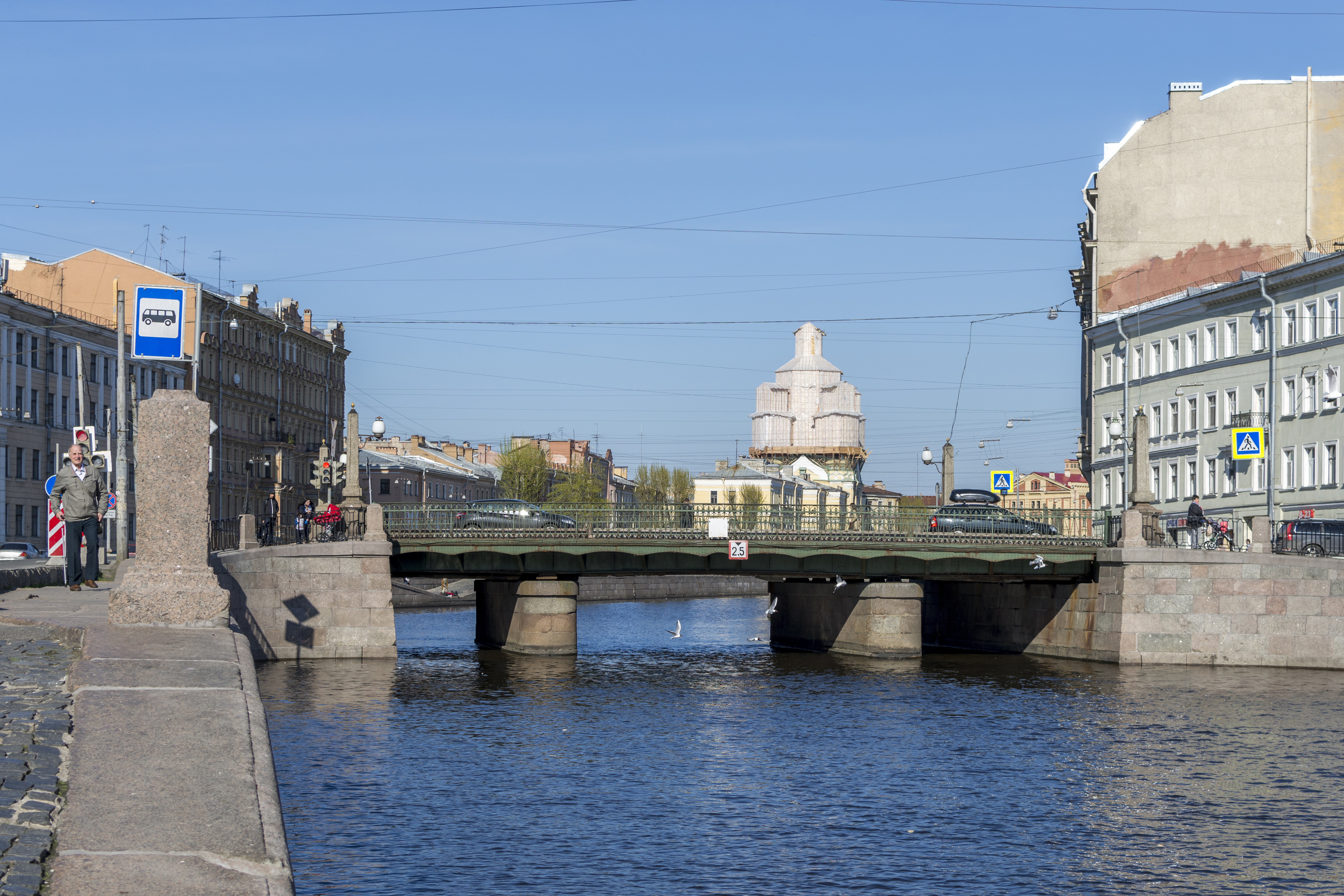
Alartschin-Brücke, St. Petersburg

Im August 1738 wurde Alattschaninow dringend nach St. Petersburg gerufen, um mit Iwan Nemzow und Kusma Ostrezow zwei Galeeren zu bauen. Im November desselben Jahres wurde er nach Tawrow und dann zur Anninskaja-Festung am rechten Don-Ufer geschickt, um 20 Galeeren für die Asow-Flottille zu bauen. 1740 kehrte er nach St. Petersburg zurück und baute weiter Galeeren. 1743 wurde er nach Turku geschickt, um vier Galeeren und zwei Pferdegaleeren nach Juri Russinows Entwurf für den Transport von Kavallerie-Einheiten zu bauen. 1748 wurde er Leiter des gesamten Galeerenbaus in St. Petersburg. 1758 baute er nach eigenem Entwurf die spezielle Galeere für Peter III.
Im Juni 1762 wurde Alattschaninow als einziger Galeeren-Meister der russischen Schiffbaugeschichte zum Brigadier (5. Rangklasse) befördert und mit einem Jahresgehalt von 1000 Rubel in den Ruhestand entlassen. Er starb am 13. Mai 1766 in St. Petersburg und wurde auf dem Lazarus-Friedhof des Alexander-Newski-Klosters begraben. Seine Witwe Marfa Andrejewna Alattschaninowa erhielt eine relativ hohe Pension in Höhe von 200 Rubel jährlich.
An Alattschaninow erinnert in St. Petersburg infolge einer falschen Aussprache des Namens die 1753 erbaute Alartschin-Brücke, in deren Nähe sich seit 1742 sein Haus befand.